# Nanobubon
Nanobubon là chi thực vật có hoa trong họ Apiaceae.